# 372 a.C.
Il 372 a.C. (CCCLXXII a.C. in numeri romani) è un anno  del IV secolo a.C.

## Eventi
- Roma: Tito Quinzio, Servio Cornelio, Servio Sulpicio, Lucio Papirio, Lucio Veturio sono Tribuni Consolari.
- Grecia
  - Inizio della rivolta dei Satrapi (372-362 a.C.)

## Nati
- 12 marzo - Mencio, filosofo cinese († 290 a.C.)
- Alessi, commediografo greco antico († 270 a.C.)

## Morti
- Mnasippo, ammiraglio spartano